# 怨み
怨み（うらみ、常用漢字表記: 恨み）は、他者からの仕打ちに対して不満と思い、憤って憎む気持ちのことを指す。怨念、怨恨、私怨ともいう。古来は、怨みや憎しみを持った人の生霊や、非業の最期を遂げた人の霊などが怨霊になると考えられていた。
また、「うらみ」は心残りや悲しみなどを指すこともある。「うらめしみ」という言葉は、形容詞「うらめしい」の語幹に、連用修飾語の「み」をつけたものが語源となっている。

## 「怨み」を含む言葉
- 怨み骨髄に入る（うらみこつずいにいる）[5]
- 睚眥の怨み（がいさいのうらみ）[6]
- 徳を以て怨みを報ず（とくをもってうらみをほうず、別名: 怨みに報いるに徳を以てす）[7][8]
- 身自ら厚くして薄く人を責むれば則ち怨みに遠ざかる（みみずからあつくしてうすくひとをせむればすなわちうらみにとおざかる）[9]